# La bruxa
La Bruxa és un curtmetratge d'animació espanyol, escrit i dirigit per Pedro Solís García i produït per La Fiesta P.C l'any 2010 que va obtenir el Goya al millor curtmetratge d'animació l'any 2011.
La història, la protagonista de la qual és una bruixa enamoradiza, està narrada a manera de meravella amb moralitat que diu que cal anar amb compte amb el que es desitja perquè es pot complir. I quan es compleix, moltes vegades no es compleix com un vol.

## Director
Pedro Solís García compagina el seu treball de director de producció en llargmetratges d'animació amb la realització de curtmetratges i l'escriptura de contes. Té dos premis Goya en el seu haver, pels curtmetratges d'animació "La Bruxa" (2011) i Cuerdas (2014). Posteriorment n'ha fet un conte i una app.

## Sinopsi
La vella bruixa del bosc busca l'amor desesperadament Podrà trobar al seu príncep blau?.

## Galeria

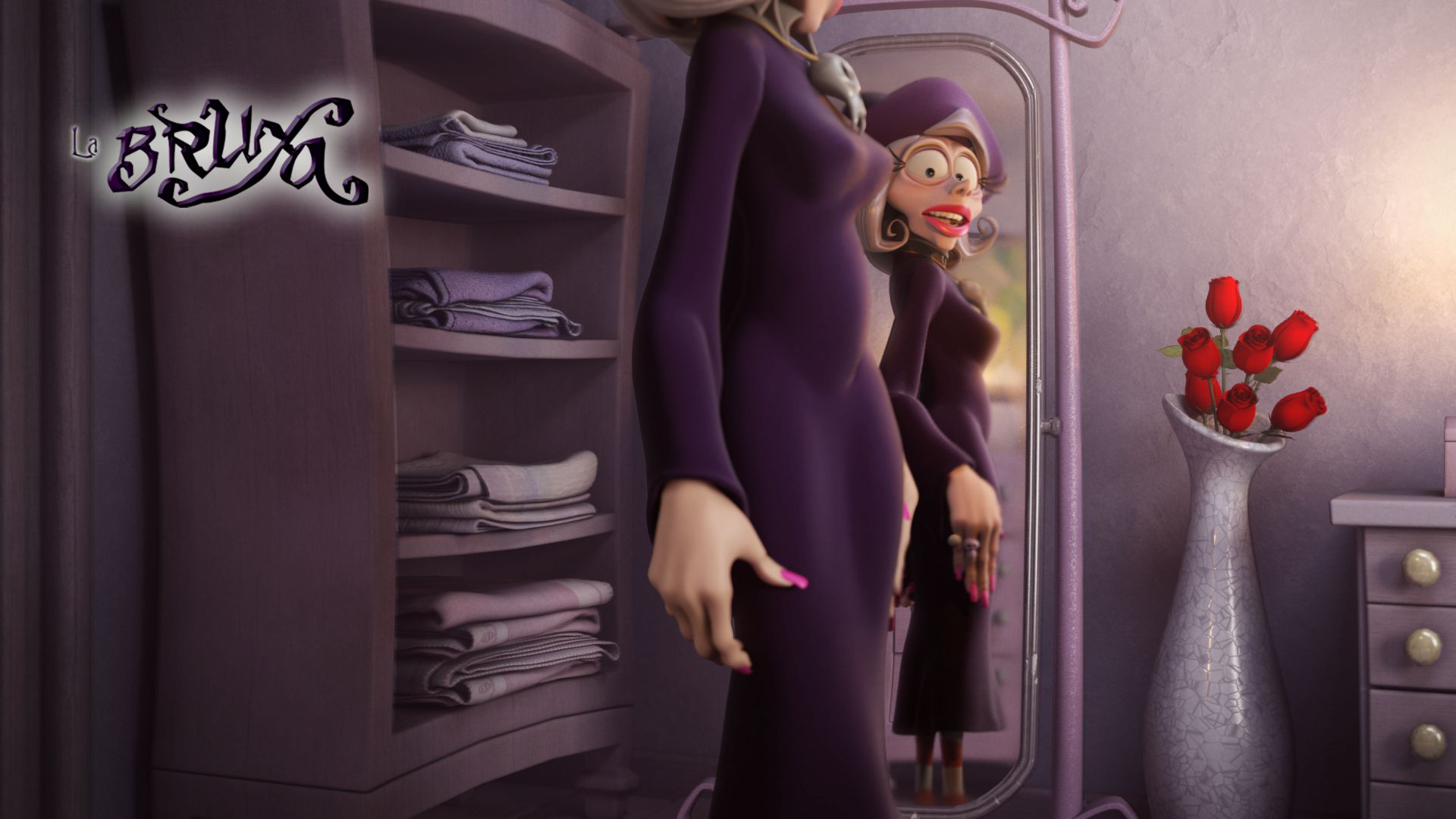
Fotograma de La Bruxa
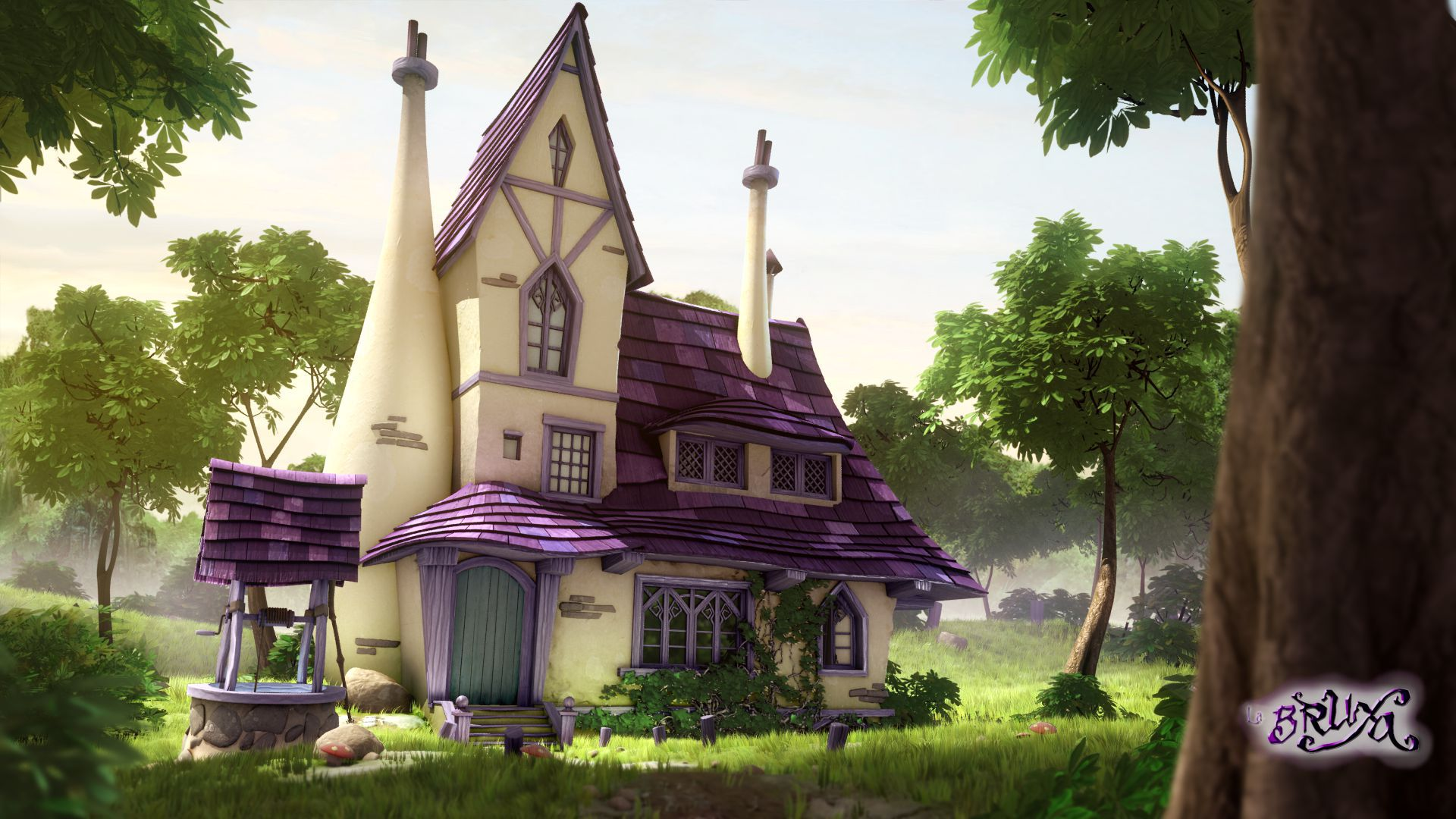
Fotograma de La Bruxa